# Europe (zeilboot)
De Europe is een eenpersoonszeilboot. Sinds 1992 is het een Olympische damesklasse. In 2008 werd de Europe vervangen door de Laser Radiaal als Olympische klasse.
Vanaf 2008 maakt de Europe deel uit Vintage Yachting Games Organisatie.